# Macintosh LC III
A Macintosh LC III asztali számítógépet 1993. február 10. és 1994. február 14. között 12 hónapon keresztül, a Macintosh LC III+ asztali számítógépet 1993. október 18. és 1994. február 14. között 4 hónapon keresztül gyártotta és forgalmazta az Apple. Mindkét Macintosh Macintosh LC számítógép-családba tartozott.
1993-ban az Apple úgy döntött, hogy követi az iparági trendet, megcélzott ügyfél-csoportonként eltérő nevet ad termékcsaládjának. A Performa lett az otthoni piac számára szánt Macintoshok neve. A Performa márka újra használta az  LC család modelljeit, amelyek típusszámai a mellékelt szoftvercsomagokat vagy merevlemez-méreteket jelölte. Míg a nem Performa számítógépeket az Apple hivatalos viszonteladói értékesítették, a Performát nagy üzletek és kiskereskedelmi láncok – Good Guys, Circuit City és a Sears – árusították. Így lett az LC III gépből Performa 450, az LC III+ Macintoshból pedig Performa 460, Performa 466 és Performa 467.

## Története
Az LC III az Apple középkategóriás számítógépét, a kereskedelmileg sikeres Macintosh LC II-t váltotta. Lényegesen gyorsabb volt, a Macworld magazin benchmarkjai minden fő kategóriában – CPU, meghajtó – kétszeres javulást mutatott. Ezenkívül lényegesen olcsóbb volt elődjénél, a 80 MB-os merevlemezzel szerelt LC III ára 1349 dollár volt a bevezetéskor, 700 dollárral kevesebb, mint az LC II ára.
Az LC III-at az Apple akkor második legfontosabb piacán, Japánban mutatta be egyszerre a Macintosh Color Classic, Macintosh Macintosh Centris 610 és 650, Macintosh Quadra 800 és a PowerBook 165c gépekkel, az Apple történetében ez volt az egyik legtöbb számítógépet bemutató rendezvény.
Az LC III-at elsősorban – de nem kizárólag – oktatási intézményeknek adták el, a megfelelő Performa-változatot, a Performa 450-et pedig a fogyasztói piacon értékesítették. 1993 októberében jelent meg a gyorsított változat, a Macintosh LC III+, 33 MHz-es CPU-val. Ennek a modellnek három Performa változata jelent meg: a 460, 466 és 467. Ezek a gyorsabb modellek váltották fel az LC III-at és a Performa 450-et, az eredeti modellek értékesítése 1993 végéig folytatódott, miközben a kereskedők kimerítették készleteiket. Az LC III+ új értékesítése 1994 elején véget ért, amikor az Apple a 68030 processzorról való átállás befejezéséhez közeledett. A 68LC040 alapú LC 475 és a Performa 475 váltotta ezeket a Macintoshokat.
A Macintosh Performa 450 (25 MHz, 68030 CPU, 120 MB HDD) 1993 április 12-től, a Macintosh Performa 460 (4 MB RAM, 80 MB HDD), a Macintosh Performa 466 (4 MB RAM, 160 MB HDD) és a  Macintosh Performa 467 (4 MB RAM, 160 MB HDD) 1993 október 18-tól 1993 november elsejéig voltak forgalomban.

## Technikai leírás
A bézs színű gép súlya 4 kg, magassága 74 mm, szélessége 310 mm és mélysége 389 mm volt. A LC III számítógépet egymagos 25 MHz-es Motorola 68030 processzor vezérelte (L1 cache: 0,5kB), a rendszerbusz 25 MHz-en működött. Az adatokat a 40 MB belső merevlemezre lehetett elmenteni. Külső adattárolási lehetőséget az 1,44-es hajlékonylemez meghajtó (floppy-drive) kínált. A gépet System 7.1 operációs rendszerrel szállította az Apple. A gép bemutatásakor az alapkiépítésben 4MB (80ns) memóriát tartalmazott, maximálisan 36MB (80ns) kezelésére volt képes a gyári specifikáció szerint, a bővítéshez 1 hely (slot) állt rendelkezésre. A számítógépnek nem volt saját kijelzője. A külső kijelzőt 512kB videó-memória támogatta.Videójel kimenetet egy DB–15 csatlakozó biztosított. Csatlakozók: egy ADB, két soros port, egy DB-25 SCSI-hoz, kijelzőhöz egy DB-15, egy 3,5 mm-es jack audió bemenet, egy 3,5 mm-es jack audió kimenet, . A gép bővíthetőségét szolgálta egy LC III PDS bővítőhely. Külső SCSI merevlemez csatlakoztatására is volt lehetőség.

## A számítógép adatai
A táblázat nem tartalmazza az összes műszaki paramétert. Az egyes modelleknél a bemutatáskor érvényes adatokat soroljuk fel, a későbbi frissítéseket nem. Az eszköz technikai paraméterei a MacTracker alkalmazásból származnak.
| Gép nevebemutatva kivezetve           | Méretmagasság szélesség mélység súlySzín | Processzorprocesszor órajel, mag L1 és L2 cache társprocesszor | Háttértármerevlemezkülső adathordozó | Eredeti operációs rendszer | Memóriaalap max. @sebességhely | Kijelzőmérete felbontása | Grafikakártyamemória kimenet | CsatlakozókEthernet, ADB, soros, SCSI, párhuzamos, FDD, kijelző, hang be/ki, belső mikrofon, hangszóró                        | Bővíthetőségkártyahelybelső öbölkülső csatlakozó |
| ------------------------------------- | ---------------------------------------- | -------------------------------------------------------------- | ------------------------------------ | -------------------------- | ------------------------------ | ------------------------ | ---------------------------- | --- | ------------------------------------------------ |
| LC III1993. febr. 10. 1994. febr. 14. | 74 mm 310 mm 389 mm 4 kg bézs            | Motorola 68030 @25 MHz és 1 mag L1 0,5kB,                      | 40MB HDD 1,44 floppy                 | System 7.1                 | 4MB max: 36MB @80ns1 hely      | nincs kijelző            | 512kB 1 DB–15                | * 1 ADB * 2 soros * 1 D–25 (SCSI) * 1 DB-15 (külső monitor) * 1 3,5 jack audió be * 1 3,5 jack audió ki * beépített hangszóró | * 1 LC III PDS* SCSI (külső)                     |
| LC III+1993. okt. 18. 1994. febr. 14. | 74 mm 310 mm 389 mm 4 kg bézs            | Motorola 68030 @33 MHz és 1 mag L1 0,5kB,                      | 80MB HDD 1,44 floppy                 | System 7.0.1               | 4MB max: 36MB @80ns1 hely      | nincs kijelző            | 512kB 1 DB–15                | * 1 ADB * 2 soros * 1 D–25 (SCSI) * 1 DB-15 (külső monitor) * 1 3,5 jack audió be * 1 3,5 jack audió ki * beépített hangszóró | * 1 LC III PDS* SCSI (külső)                     |

## Macintosh LC számítógépek az időben
| A Macintosh LC számítógépek idővonalon |
| --- |
| A színek kezdete a bemutató időpontja, a forgalmazás több esetben is hónapokkal később kezdődött. Megeshet, hogy egy csík végét kitakarja egy másik csík eleje. Előfordul, hogy a gyártás befejezését követően még egy ideig forgalomban marad a gép adott verziója. |